# ادريانو كوستا
ادريانو كوستا هو لاعب كرة قدم برازيلي، ولد في القرن 20.